# KLF2
El factor 2 Kruppel-like (KLF2) es un factor de transcripción codificado en humanos por el gen klf2.

## Interacciones
La proteína KLF2 ha demostrado ser capaz de interaccionar con:
- WWP1[4]